# Wagner Moura
Wagner Moura, właściwie Wagner Maniçoba de Moura (ur. 27 czerwca 1976 w Salvadorze) – brazylijski aktor, reżyser i muzyk. Występował w roli kapitana Roberto Nascimento w filmie Elitarni (Tropa de Elite) oraz roli Pabla Escobara w serialu telewizyjnym Narcos.
Karierę aktorską rozpoczął jako aktor teatralny w rodzinnym mieście Salvador, później zaczął także grać w filmach; m.in. w 2003 r. w filmach Deus é Brasileiro oraz O Caminho das Nuvens. W tym samym roku wystąpił też w głośnym filmie Hectora Babenco Carandiru. W 2007 r. Moura wystąpił w roli kapitana Nascimento w filmie Elitarni i następnie w tej samej roli w sequelu pod tytułem Elitarni 2: Ostatnie starcie.
W 2013 roku jako pierwszy w historii aktor z Regionu Północno-Wschodniego Brazylii znalazł się w obsadzie znanej hollywoodzkiej produkcji filmowej pod tytułem Elizjum, gdzie zagrał u boku amerykańskich aktorów, takich jak: Matt Damon i Jodie Foster. Ta rola została doceniona przez światową krytykę i otworzyła mu drogę do międzynarodowej kariery.
W 2015 roku zagrał Pabla Escobara w serialu telewizyjnym Narcos; za tę kreację został nominowany m.in. do nagrody filmowej Złoty Glob.

## Życiorys

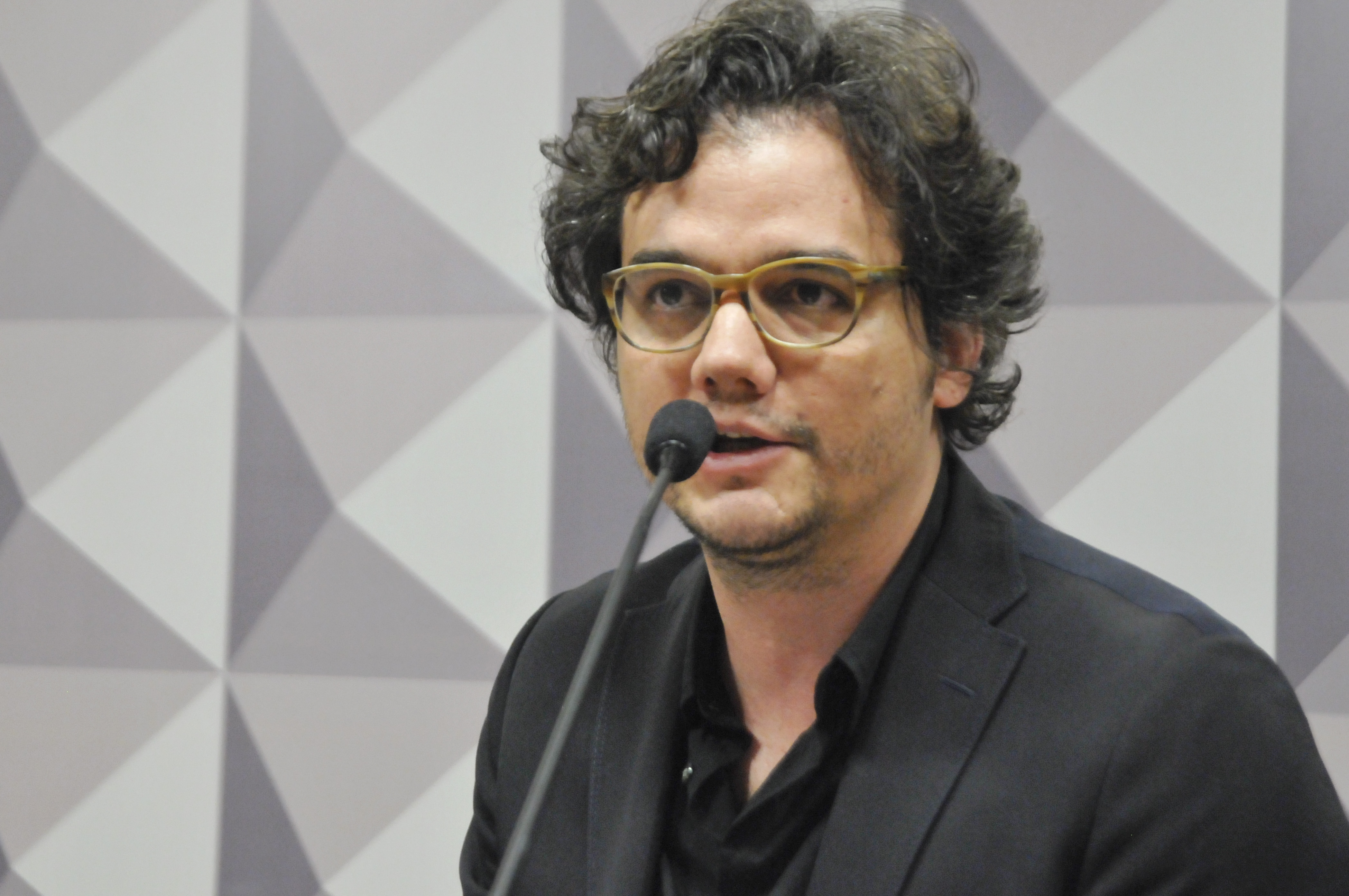
Wagner Moura (2015)

Wagner Moura urodził się w Salvadorze, jednak wychowywał się w Rodelas w interiorze, 460 km od stolicy stanu Bahia, gdzie cała rodzina przeniosła się razem z ojcem, który był wojskowym. Z tego powodu rodzina często zmieniała miejsce zamieszkania. Wagner, jego matka Alderiva i młodsza siostra Lediane, byli przyzwyczajeni do częstych przeprowadzek. W wieku 15 lat Wagner wrócił do Salvadoru, jednak czuł się tam bardzo samotny, nie miał wielu kolegów, a w szkole był nazywany UFO (po portugalsku óvni) i uważany za dziwaka. To sprawiło, że zainteresował się teatrem, gdzie odnalazł swoje miejsce.
Ukończył studia dziennikarskie na Federalnym Uniwersytecie Bahia (Universidade Federal da Bahia) i przez pewien czas pracował jako reporter w programie Michele Marie Entrevista w TV Bahia, gdzie przeprowadzał wywiady z celebrytami.

### Kariera aktorska
Choć Wagner Moura ukończył studia na wydziale dziennikarstwa, zdecydował się zostać aktorem, a na początku swojej aktorskiej kariery w 2000 roku miał okazję wyjechać do Rio de Janeiro, wraz ze sztuką A Máquina. W tej sztuce zagrali też Lázaro Ramos i Vladimir Brichta.
Wagner zaczął pojawiać się na ekranach kin, początkowo w filmach krótkometrażowych: Pop Killer, w reżyserii Victora Mascarenhas i Rádio Gogó José Araripe Jr. Jego pierwszym filmem pełnometrażowym był Kobieta na topie w reżyserii Wenezuelki Finy Torres. W tym filmie wystąpiła również Penélope Cruz.
Wraz z otwarciem się kina brazylijskiego na nowe twarze, dostał szansę zagrania w wielu filmach krajowych, takich jak: W cieniu słońca Waltera Sallesa, As Três Marias, Deus É Brasileiro, Nina, O Homem do Ano i O Caminho das Nuvens.
Podczas kręcenia filmu Deus É Brasileiro dowiedział się o castingu do filmu Carandiru i wysłał reżyserowi Hectorowi Babenco nagranie, na którym czytał fragmenty książki Drauzio Varelli, na podstawie której powstał film. Wagner Moura dostał w filmie Carandiru rolę handlarza narkotyków Zico. W 2003 roku zaczął pojawiać się w telenowelach, produkowanych przez telewizję Globo. Zagrał w serialu Carga Pesada, w którym wcielił się w rolę Pedrinho, natomiast grał amanta Gustavo w telenoweli pt. A Lua Me Disse; wcielił się w postać prezydenta Brazylii Juscelino Kubitschka w brazylijskim w miniserialu JK.
Krajową i międzynarodową sławę przyniosła mu rola kapitana Nascimento w filmie Elitarni w 2007 roku. Wagner musiał przejść specjalne przygotowanie do tej roli i był szkolony przez Paulo Storaniego, byłego kapitana BOPE (jednostka specjalna policji). Podczas 20-dniowego szkolenia aktorzy byli poddawani ćwiczeniom fizycznym i presji psychicznej, tak jak prawdziwi kandydaci na funkcjonariuszy BOPE. Wagner początkowo nie wykazywał predyspozycji niezbędnej do powierzonej mu roli, był zbyt łagodny, zatem Storani zaczął wywierać na niego silną presję, grozić jego rodzinie i w końcu aktor zareagował, uderzając trenera i łamiąc mu nos. W tym momencie, zdaniem Storaniego, narodził się kapitan Nascimento.
W 2010 roku Wagner Moura wystąpił w drugiej części filmu, zatytułowanej Elitarni: Ostatnie starcie. Wcielił się w rolę pułkownika Nascimento.
W 2013 roku zadebiutował w Hollywood w filmie Elizjum, u boku Matta Damona, Jodie Foster i Alice Bragi, gdzie zagrał Spidera.

### Kariera muzyczna

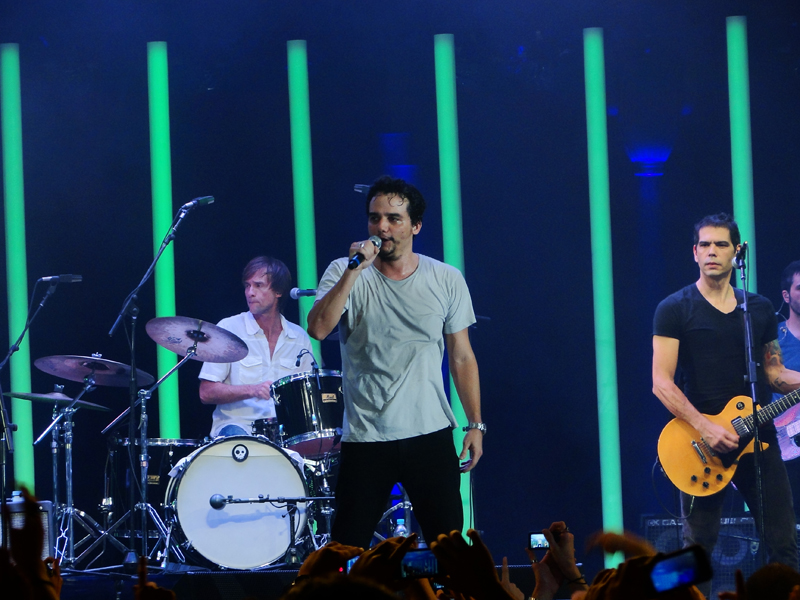
Wagner Moura (w środku) wraz z muzykami zespołu Legião Urbana podczas koncertu w 2012 roku

Poza karierą aktorską, Wagner Moura zajmuje się również muzyką. Jest autorem tekstów i wokalistą grupy Sua Mãe (Twoja Matka). W 2012 roku zagrał dla MTV w hołdzie zespołowi Legião Urbana. Wystąpił u boku członków zespołu i przyniosło mu to wielką satysfakcję, gdyż jak sam przyznawał, jest ich wielkim fanem.

## Życie prywatne
Wagner Moura jest żonaty z dziennikarką i fotografką Sandrą Delgado i mają trzech synów: Bema, Salvadora i José. Mieszka w Rio de Janeiro. Jest kibicem zespołu Sport Club Vitória. Działa też w organizacji pozarządowej Movimento Humanos Direitos, której członkami jest wielu brazylijskich aktorów i ma ona na celu obronę praw człowieka w Brazylii.

## Filmografia

### Filmy
| Rok  | Tytuł                                      | Rola                         | Uwagi                     |
| ---- | ------------------------------------------ | ---------------------------- | ------------------------- |
| 1998 | Pop Killer                                 |                              | film krótkometrażowy      |
| 1999 | Rádio Gogó                                 | Replay                       | film krótkometrażowy      |
| 2000 | Kobieta na topie                           | Rafi                         |                           |
| 2001 | W cieniu słońca                            | Matheus                      |                           |
| 2002 | As Três Marias                             | Jesuíno Cruz                 |                           |
| 2003 | Deus É Brasileiro                          | Taoca                        |                           |
| 2003 | O Homem do Ano                             | Suel                         |                           |
| 2003 | Carandiru                                  | Zico                         |                           |
| 2003 | O Caminho das Nuvens                       | Romão                        |                           |
| 2004 | Nina                                       | Ślepiec                      |                           |
| 2005 | Cidade Baixa                               | Naldinho                     |                           |
| 2005 | A Máquina                                  | Prezenter telewizyjny        |                           |
| 2007 | Karnawał, chłopaku! (Ó pai, ó)             | Boca                         |                           |
| 2007 | Saneamento Básico                          | Joaquim                      |                           |
| 2007 | Elitarni                                   | Kapitan Roberto Nascimento   |                           |
| 2008 | Romance                                    | Pedro                        |                           |
| 2008 | Blackout                                   | Marcelo                      | film krótkometrażowy      |
| 2009 | Mataram Irmã Dorothy                       | Narrator                     | film dokumentalny         |
| 2010 | Elitarni 2: Ostatnie starcie               | Pułkownik Roberto Nascimento |                           |
| 2010 | VIPs                                       | Marcelo da Rocha             |                           |
| 2011 | Człowiek z przyszłości (O Homem do Futuro) | João (Zero)                  |                           |
| 2013 | A busca                                    | Theo                         |                           |
| 2013 | Elizjum                                    | Spider                       |                           |
| 2013 | Serra Pelada                               | Lindo Rico                   |                           |
| 2013 | Praia do Futuro                            | Donato                       |                           |
| 2014 | Rio, I Love You                            | Gui                          | segment „Inútil Paisagem” |
| 2014 | Trash                                      | José Angelo                  |                           |
| 2019 | Marighella                                 |                              | reżyseria                 |
| 2019 | Wasp Network                               | Juan Pablo Roque             |                           |
| 2020 | Sérgio                                     | Sérgio Vieira de Mello       |                           |
| 2024 | Civil War                                  | Joel                         |                           |

### Seriale i programy
| Rok       | Tytuł                       | Rola                                             |
| --------- | --------------------------- | ------------------------------------------------ |
| 2003      | Sexo Frágil                 | Edu / Magali                                     |
| 2003      | Fantástico                  |                                                  |
| 2003      | Fazendo História            | Aldieres                                         |
| 2003      | Cena Aberta                 | Olímpico de Jesus (Odcinek: „A Hora da Estrela”) |
| 2003      | Carga Pesada                | Pedrinho                                         |
| 2004      | A Grande Família            |                                                  |
| 2004      | Programa Novo               | Magali                                           |
| 2006      | Sitcom.br                   |                                                  |
| 2006      | JK                          | Juscelino Kubitschek                             |
| 2009      | Som & Fúria                 | grał samego siebie                               |
| 2009      | Casseta & Planeta, Urgente! | grał samego siebie                               |
| 2013      | A Menina Sem Qualidades     | Ojciec Alexa                                     |
| 2014      | Fantástico                  |                                                  |
| 2015–2016 | Narcos                      | Pablo Escobar                                    |
| 2018      | Narcos: Meksyk              | Pablo Escobar                                    |

### Telenowele
| Rok  | Tytuł            | Rola           |
| ---- | ---------------- | -------------- |
| 2005 | A Lua Me Disse   | Gustavo Bogari |
| 2007 | Paraíso Tropical | Olavo Novaes   |

## Nagrody i nominacje

### Kino
| Rok  | Kategoria                    | Nagroda                                               | Tytuł                        | Wynik                |
| ---- | ---------------------------- | ----------------------------------------------------- | ---------------------------- | -------------------- |
| 2002 | Najlepszy aktor              | Cine Ceará                                            | As Três Marias               | Nagroda              |
| 2003 | Najlepszy aktor              | Prêmio Qualidade Brasil                               | O Caminho das Nuvens         | Nominacja            |
| 2004 | Najlepszy aktor drugoplanowy | Międzynarodowy Festiwal Filmowy w Cartagena de Indias | Carandiru                    | Nagroda              |
| 2004 | Najlepszy aktor              | Międzynarodowy Festiwal Filmowy w Cartagena de Indias | O Caminho das Nuvens         | Nagroda              |
| 2004 | Najlepszy aktor              | Troféu APCA                                           | Deus É Brasileiro            | Nagroda              |
| 2005 | Najlepszy aktor              | Festival de Cinema Latino-americano de Huelva         | Cidade Baixa                 | Nagroda              |
| 2006 | Najlepszy aktor              | Prêmio Qualidade Brasil                               | A Máquina                    | Nominacja            |
| 2006 | Najlepszy aktor              | Prêmio Contigo de Cinema Nacional                     | Cidade Baixa                 | Nominacja            |
| 2007 | Najlepszy aktor              | Grande Prêmio Cinema Brasil                           | Cidade Baixa                 | Nominacja            |
| 2007 | Najlepszy aktor              | Prêmio Qualidade Brasil                               | Elitarni                     | Nagroda              |
| 2008 | Najlepszy aktor              | Prêmio Contigo de Cinema Nacional                     | Elitarni                     | Nominacja            |
| 2008 | Najlepszy aktor              | Grande Prêmio Cinema Brasil                           | Elitarni                     | Nagroda              |
| 2008 | Najlepszy aktor              | Prêmio ACIE de Cinema                                 | Elitarni                     | Nagroda              |
| 2008 | Najlepszy aktor              | Festival SESC Melhores Filmes                         | Elitarni                     | Nagroda              |
| 2009 | Najlepszy aktor              | Grande Prêmio Cinema Brasil                           | Romance                      | Nominacja            |
| 2010 | Najlepszy aktor              | Festival do Rio                                       | VIPs                         | Nagroda              |
| 2011 | Najlepszy aktor              | Prêmio Contigo de Cinema Nacional                     | Elitarni 2: Ostatnie starcie | Nominacja            |
| 2011 | Najlepszy aktor              | Prêmio Contigo de Cinema Nacional                     | Elitarni 2: Ostatnie starcie | Nagroda publiczności |
| 2011 | Najlepszy aktor              | Grande Prêmio Cinema Brasil                           | Elitarni 2: Ostatnie starcie | Nagroda              |
| 2011 | Najlepszy aktor              | Prêmio ACIE de Cinema                                 | Elitarni 2: Ostatnie starcie | Nominacja            |
| 2011 | Najlepszy aktor              | CinePort                                              | Elitarni 2: Ostatnie starcie | Nagroda              |
| 2011 | Najlepszy aktor              | Miami Brazilian Film Festival                         | VIPs                         | Nagroda              |
| 2011 | Najlepszy aktor              | Festival SESC Melhores Filmes                         | Elitarni 2: Ostatnie starcie | Nagroda              |
| 2011 | Najlepszy aktor              | Troféu APCA                                           | Elitarni 2: Ostatnie starcie | Nagroda              |
| 2012 | Najlepszy aktor              | Grande Prêmio Cinema Brasil                           | Człowiek z przyszłości       | Nominacja            |
| 2012 | Najlepszy aktor              | Grande Prêmio Cinema Brasil                           | VIPs                         | Nominacja            |
| 2012 | Najlepszy aktor              | Prêmio ACIE de Cinema                                 | VIPs                         | Nominacja            |
| 2012 | Najlepszy aktor              | Prêmio Contigo de Cinema Nacional                     | O Homem do Futuro            | Nominacja            |
| 2013 | Nagroda miasta Gramado       | Festival de Gramado                                   | –                            | Nagroda              |
| 2013 | Najlepszy aktor              | Los Angeles Brazilian Film Festival                   | A Busca                      | Nagroda              |
| 2014 | Najlepszy aktor drugoplanowy | Grande Prêmio Cinema Brasil                           | Serra Pelada                 | Nagroda              |
| 2014 | Najlepszy aktor              | Grande Prêmio Cinema Brasil                           | A Busca                      | Nominacja            |
| 2014 | Aktor pierwszoplanowy        | Prêmio Fiesp/Sesi-SP de Cinema                        | A Busca                      | Nominacja            |

### Telewizja
| Rok  | Kategoria                                  | Nagroda                                       | Tytuł            | Wynik     |
| ---- | ------------------------------------------ | --------------------------------------------- | ---------------- | --------- |
| 2005 | Najlepszy aktor                            | Prêmio Qualidade Brasil                       | A Lua Me Disse   | Nominacja |
| 2006 | Najlepszy aktor                            | Prêmio Qualidade Brasil                       | JK               | Nominacja |
| 2006 | Najlepszy aktor                            | Prêmio Contigo! de TV                         | A Lua Me Disse   | Nominacja |
| 2007 | Najlepszy aktor                            | Prêmio Contigo! de TV                         | JK               | Nominacja |
| 2007 | Najlepszy aktor                            | Prêmio Tudo de Bom – dziennik O Dia           | Paraíso Tropical | Nagroda   |
| 2007 | Najlepszy aktor                            | Prêmio Qualidade Brasil                       | Paraíso Tropical | Nagroda   |
| 2007 | Najlepszy aktor                            | Prêmio Quem                                   | Paraíso Tropical | Nagroda   |
| 2007 | Najlepszy aktor                            | Prêmio Extra de Televisão – dziennik Extra    | Paraíso Tropical | Nagroda   |
| 2007 | Najlepszy aktor                            | Melhores do Ano – program Domingão do Faustão | Paraíso Tropical | Nagroda   |
| 2008 | Wywiad telewizyjny (wraz z Camilą Pitanga) | Prêmio Faz Diferença – dziennik O Globo       | Paraíso Tropical | Nagroda   |
| 2008 | Najlepszy aktor (wraz z Marcelo Serrado)   | Troféu APCA                                   | Paraíso Tropical | Nagroda   |
| 2008 | Najlepszy aktor                            | Troféu Imprensa                               | Paraíso Tropical | Nagroda   |
| 2008 | Najlepszy aktor                            | Troféu Internet – SBT                         | Paraíso Tropical | Nagroda   |
| 2008 | Najlepszy aktor                            | Prêmio Contigo! de TV                         | Paraíso Tropical | Nagroda   |
| 2008 | Najlepsza para (wraz z Camilą Pitanga)     | Prêmio Contigo! de TV                         | Paraíso Tropical | Nagroda   |
| 2016 | Najlepszy aktor w serialu dramatycznym     | Złoty Glob                                    | Narcos           | Nominacja |

### Teatr
| Rok  | Kategoria              | Nagroda                  | Tytuł           | Wynik     |
| ---- | ---------------------- | ------------------------ | --------------- | --------- |
| 1997 | Odkrycie               | Prêmio Braskem de Teatro | Abismo de rosas | Nagroda   |
| 2008 | Najlepszy aktor        | Troféu APCA              | Hamlet          | Nominacja |
| 2011 | Całokształt twórczości | Prêmio Braskem de Teatro | –               | Nagroda   |